# Атаева, Аксолтан Тореевна
Аксолтан Тореевна Атаева (туркм. Aksoltan Töreýewna Ataýewa; 6 ноября 1944 года, Ашхабад) — туркменский политик, дипломат. С 1994 года и по настоящее время является Постоянным представителем Туркменистана при Организации Объединённых Наций. Герой Туркменистана (2019).

## Биография
В 1968 году окончила Туркменский государственный медицинский институт. Имеет ученую степень кандидата медицинских наук. Свободно владеет туркменским, русским и английским языками. Замужем, имеет двое детей.
С 1966 года — врач-отоларинголог в городской клинической больнице им. Семашко в городе Ашхабаде.
С 1979 года — заместитель главного врача ашхабадской больницы им. Семашко.
С 1980 года — заместитель заведующего Ашхабадским областным отделом здравоохранения Туркменистана.
С 1985 года — заместитель министра здравоохранения Туркменкской ССР.
С 1990 года — министр здравоохранения Туркменской ССР, с августа 1991 — министр здравоохранения Туркменистана.
С января 1994 года Постоянный представитель Туркменистана при ООН. При активном участии Атаевой 12 декабря 1995 года была принята Резолюция Генеральной Ассамблеи ООН № 50/80, в которой выражается надежда на то, что «статус постоянного нейтралитета Туркменистана будет содействовать укреплению мира и безопасности в регионе». В этой резолюции ООН «признает и поддерживает провозглашенный Туркменистаном статус постоянного нейтралитета».
В 2008 году назначена по совместительству Чрезвычайным и Полномочным Послом Туркменистана в Республике Куба. В 2011 году назначена одновременно Чрезвычайным и Полномочным Послом Туркменистана в Федеративной Республике Бразилия. В 2013 году назначена одновременно Чрезвычайным и Полномочным Послом Туркменистана в Боливарианской Республике Венесуэла.

## Награды
- Герой Туркменистана (25 сентября 2019) — учитывая большой личный вклад в укрепление суверенитета, конституционного строя и государственной независимости, постоянного нейтралитета независимого нейтрального Туркменистана, выдающиеся заслуги перед нашим государством и мужественным народом, достигнутые успехи, а также многолетний самоотверженный труд[4]
- Орден «Алтын Асыр» III степени (2009)[5]
- Медаль «20 лет Независимости Туркменистана» (25 октября 2011) — за весомый вклад в развитие Туркменистана, учитывая многолетний добросовестный и самоотверженный труд во имя укрепления суверенитета и независимости страны, активную общественно-политическую деятельность, особые заслуги перед государством и народом, высокое профессиональное мастерство и большие трудовые достижения[6]
- Знак отличия «Искусный дипломат Туркменистана» (17 февраля 2023) — учитывая большие достижения в укреплении государственной независимости и нейтралитета Туркменистана, реализации внешнеполитического курса, развитии политических, культурно-гуманитарных и иных связей страны, защите государственных интересов Туркменистана, подготовке молодых специалистов, добросовестный и образцовый многолетний труд на дипломатической службе, а также по случаю Дня дипломатических работников Туркменистана[7]
- Памятный знак Туркменистана «Magtymguly Pyragynyň 300 ýyllygyna» (10 декабря 2024) — учитывая большой личный вклад в изучение в эру Возрождения новой эпохи могущественного государства творческого наследия туркменского поэта-классика Махтумкули Фраги и его популяризацию в мире, в воспитание подрастающего молодого поколения в духе почитания национальных ценностей, традиций и обычаев нашего народа, сформировавшихся на протяжении веков, в воспитание качеств патриотизма, высокой нравственности, трудолюбия, гуманизма, храбрости и мужества, а также по случаю 300-летия со дня рождения Махтумкули Фраги[8]
- Международная премия имени Махтумкули (10 декабря 2024) — за особые заслуги в популяризации в мире исторических достижений нашей страны, национальной литературы, культуры и искусства, возрождении исконного культурного наследия и духовных ценностей народа, изучении и бережном сохранении творческого наследия туркменского поэта-классика Махтумкули Фраги, популяризации его политико-философских, общественных и духовно-нравственных воззрений, взглядов на справедливость и человечность, воспитании молодого поколения в духе патриотизма и высокого гуманизма в эру Возрождения новой эпохи могущественного государства, а также в соответствии с протоколом Комитета по Международным премиям имени Махтумкули[9]